# Агалаков, Сергей Степанович
Сергей Степанович Агалаков (род. 30 августа 1961) — советский и российский игрок в хоккей с мячом, полузащитник и нападающий, тренер, мастер спорта СССР (1986).

## Карьера

### Клубная
Заниматься хоккеем с мячом начал в 1968 году в Кирове в детской команде «Прогресса».
С 1978 года — в составе команды мастеров «Родины», принимающей участие в чемпионате СССР среди команд первой лиги, побеждая в 1980 и 1982 годах в чемпионате РСФСР (турнире команд первой лиги), что давало право команде играть в высшей лиге чемпионата СССР.
В 1985 году переходит в московское «Динамо», выступая за команду четыре сезона. В составе команды становится двукратным серебряным (1987, 1988) и бронзовым призёром (1986) чемпионатов СССР, в 1987 году побеждает в Кубке СССР.
С 1989 по 1992, с 1996 по 1999 год вновь выступает за «Родину», с 1992 по 1996 год играл в Финляндии за команду ЮПС. Перед началом сезонов 1994/95, 1995/96 в составе «Родины» принимал участие в чемпионате России по мини-хоккею.
Несколько сезонов был одним из ведущих игроков «Родины» и капитаном команды.
Завершил игровую карьеру в 2000 году, в сезоне 1999/2000 выступая за ульяновскую «Волгу».
В высшей лиге чемпионатов СССР провёл 167 матчей, забил 58 мячей («Родина» — 77, 34; «Динамо» — 90, 24).
В высшей лиге чемпионатов России провёл 102 матча, забил 28 мячей («Родина» — 76, 26; «Волга» — 26, 2).

### Сборная СССР
В 1986 году привлекался в сборную СССР для участия в Международном турнире на приз газеты «Советская Россия».

### Тренерская деятельность
В 2000 году вошёл в тренерский штаб ульяновской «Волги», работая с командой три сезона.
С 2003 по 2008 год — тренер школы «Родины» и команды «Родина»-2. Под руководством Агалакова команда «Родина» (мальчики 1990 г. р.) в 2004 году становится серебряным призёром турнира «Плетёный мяч».
С 2008 по 2012 год — в тренерском штабе «Родины».
В середине сезона 2012/13 вошёл в тренерский штаб «Родины»-2, с 2013 по 2019 год — главный тренер команды, с 2019 года — в должности тренера. Под руководством Агалакова команда дважды (2013, 2014) побеждала в Кубке России по мини-хоккею (турнир для команд Высшей лиги) и турнире на призы ФХМР среди команд Высшей лиги (2013).

## Достижения
«Родина»
- Чемпион РСФСР (3): 1980, 1982, 1992
- Чемпион России по мини-хоккею (2): 1994, 1995
- Бронзовый призёр чемпионата России по мини-хоккею: 1998

«Динамо» Москва
- Серебряный призёр чемпионата СССР (2): 1986/87, 1987/88
- Бронзовый призёр чемпионата СССР: 1985/86
- Обладатель Кубка СССР: 1987
- Финалист Кубка СССР: 1988
- Финалист Кубка мира: 1987

«Волга»
- Финалист Кубка России: 2000

Сборная СССР
- Победитель Международного турнира на приз газеты «Советская Россия»: 1986

Сборная России (ринк-бенди)
- Серебряный призёр чемпионата мира: 1996

### Комментарии
1. ↑  Количество игр и голов за клуб(ы) в высшем дивизионе чемпионатов СССР/СНГ/России